# Le Laudi di San Francesco d’Assisi
Le Laudi di San Francesco d’Assisi (kurz auch „Le Laudi“) ist der Titel eines Oratoriums des Schweizer Komponisten Hermann Suter (1870–1926), das 1924 uraufgeführt wurde. Das als op. 25 veröffentlichte Werk zählt zu Suters wichtigsten Werken und wird insbesondere in seiner Heimat regelmäßig aufgeführt.

## Entstehung
Das Oratorium Le Laudi di San Francesco d’Assisi komponierte Hermann Suter anlässlich des 100-Jahr-Jubiläums des Basler Gesangvereins, dem das Werk auch gewidmet ist. Es entstand im Sommer 1923 in Sils im Engadin, wo Suter die Ferien verbrachte. Die italienische Textgrundlage bildet der Cantico del Sole (Sonnengesang) des Franz von Assisi (1182–1226).

## Besetzung und Aufführungsdauer
Das Werk ist – gemäß seinem originalen Untertitel Cantico delle creature per coro, soli, voci di ragazzi, organo ed orchestra – für 4 Solostimmen (Sopran, Alt, Tenor und Bass), Chor, Kinderchor, Orgel und Orchester gesetzt. Die Aufführungsdauer beträgt etwa 70 Minuten.

## Aufbau und Musik
Suter gliederte den Sonnengesang in neun Sätze:
1. Altissimo, onnipotente bon Signore; Tenorsolo, Chor und Kinderchor
2. Laudato sia, mi Signore, per sora luna e le stelle; Soli und Chor
3. Laudate sia, mi Signore, per frate vento; Soli und Chor (Fuga)
4. Laudato sia, mio Signor, per sor’ acqua; Soloquartett
5. Laudato sia, mi Signore, per frate foco; Chor (Passacaglia)
6. Laudato sia, mi Signore, per sora nostra matre terra; Altsolo
7. Laudato sia, mi Signore, per quelli, che perdonano; Tenorsolo und Frauenchor – Sopransolo und Chor a cappella
8. Laudato sia, mio Signore, per sora nostra morte corporale; Basssolo, Chor und Kinderchor
9. Laudate e benedite mi Signore; Kinderchor, Chor und Soli

Das Werk steht in der spätromantischen Tradition insbesondere der Neudeutschen Schule. In seiner tonalen Anlage zeigt es sich von der zur Entstehungszeit aufkommenden Zwölftontechnik unberührt. Suter nutzte eine farbenreiche Palette musikalischer Mittel, die von der Gregorianik bis zum Impressionismus reicht und auch tonmalerische Elemente einschließt (das Funkeln der Gestirne im 2. Satz, das Brausen des Windes im 3. Satz, das Gluckern des Wassers im 4. Satz und das Lodern des Feuers und Stieben der Funken im 5. Satz). Polyphonie und Kontrapunktik werden kunstvoll eingesetzt (u. a. Quadrupelfuge im 3. Satz, Passacaglia im 5. Satz).

## Uraufführung und Rezeption
Die Uraufführung von Le Laudi di San Francesco d’Assisi fand am 13. Juni 1924 in Basel unter Hermann Suters Leitung statt. Im gleichen Jahr erschien es unter der Opuszahl 25 beim Verlag Hug. Neben seinem Violinkonzert machte insbesondere das Oratorium Le Laudi Suters Namen auch über die Schweiz hinaus bekannt. Wilhelm Furtwängler dirigierte das Werk am 20. Januar 1926 in Wien, 8 Jahre später führte es der Thomaskantor Karl Straube in Leipzig auf. Bis heute besteht insbesondere in der Schweiz eine durchgehende Aufführungstradition. Das Werk wurde mehrfach auf Tonträger eingespielt, Anfang der 1990er-Jahre etwa unter Leitung von Theo Loosli für das Label Ars Musici sowie unter András Ligeti für das Label MGB.